# Herba d'orenetes
Herba d'orenetes, celidònia o herba berruguera (Chelidonium majus) és una planta perenne de la família papaveraceae i l'única espècie del gènere Chelidonium.

## Altres noms
Rep també els noms següents: herba celidònia, herba dels fics, herba d'/de les orenetes, herba d'oronelles, herba de iode, herba de Santa Teresa, herba del Bon Jesús, herba dels ulls, herba felera, herba fetgera, herba groga, herba petogarrera, lleteresa, llet-tres, lleterola, celdoni, herba celoni, celdònia, celdònies, celedònia, celedrònia, celinodia, celònia, solidònia.

## Descripció
És originària d'Europa i de la conca mediterrània.
Pot arribar a 80 cm d'alçada. Té fulles profundament dividides de 30 cm de llarg. Floreix d'abril cap a la tardor amb flors de pètals grocs. Les llavors són petites i negres i atreuen les formigues que les dispersen (mirmecocòria).
Tota la planta és tòxica i pot causar dermatitis per contacte però tradicionalment es feia servir el seu làtex per combatre les berrugues. Antigament, sota la influència de la fantasiosa teoria del signe, se li ha atribuït la propietat de guarir malalties amb descoloracions grogues com a símptoma, com ara la icterícia amb el to groc a la pell o a l'escleròtica dels ulls degut a bilirrubina a la sang per mal funcionament del fetge. Tampoc no és eficaç contra les epidèmies de xantofòbia, o la fòbia del groc.

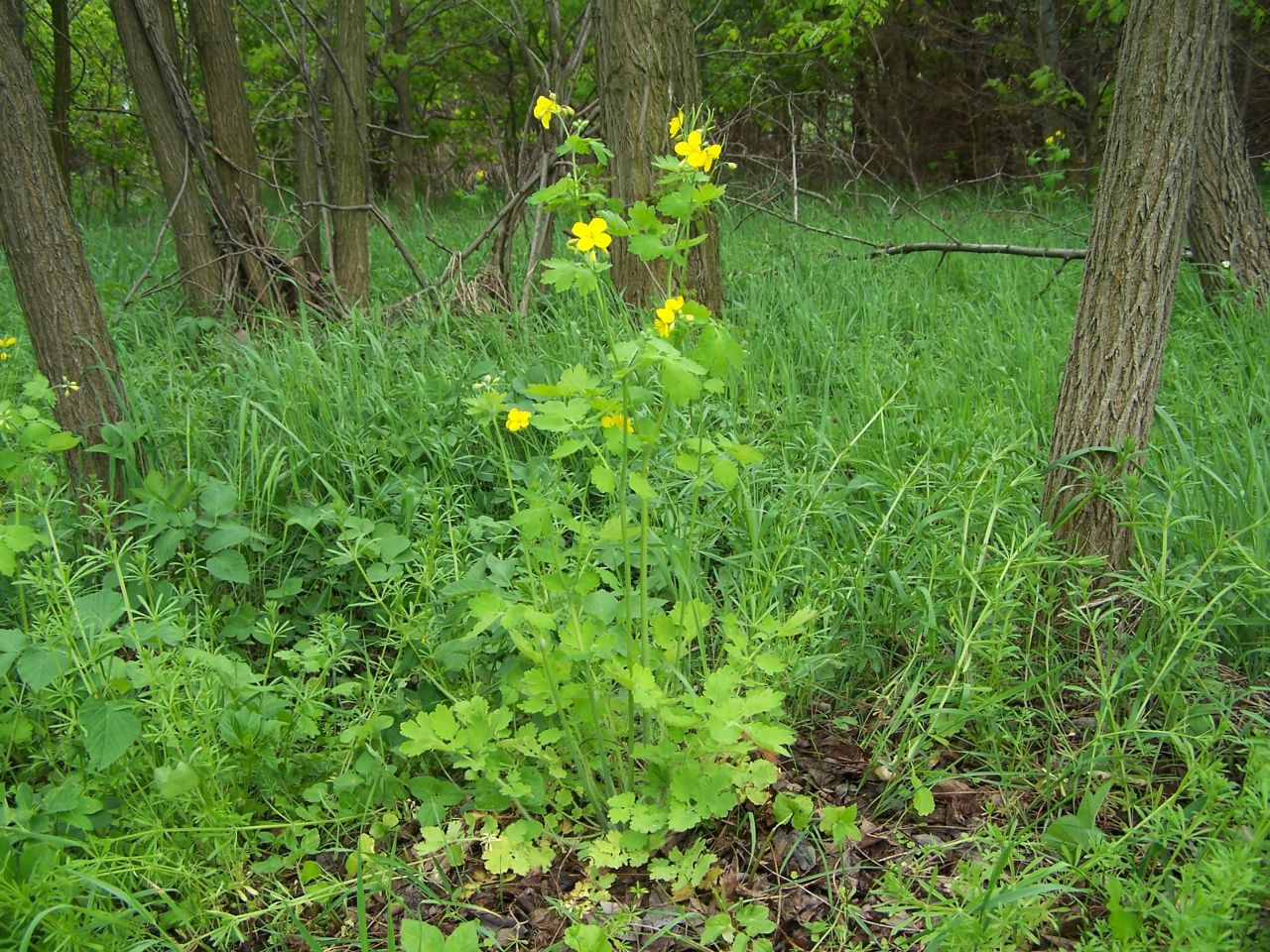
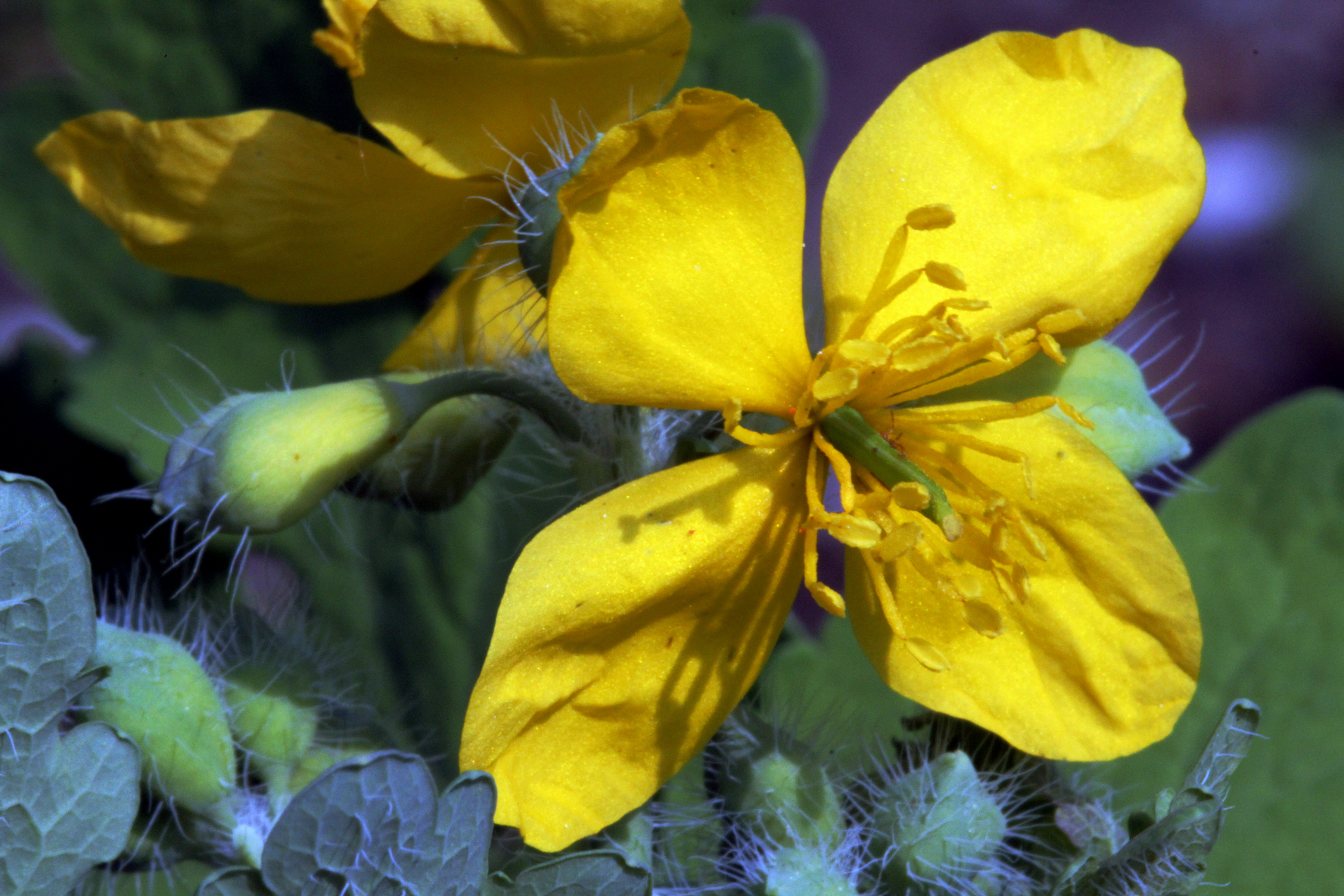
flor (detall)
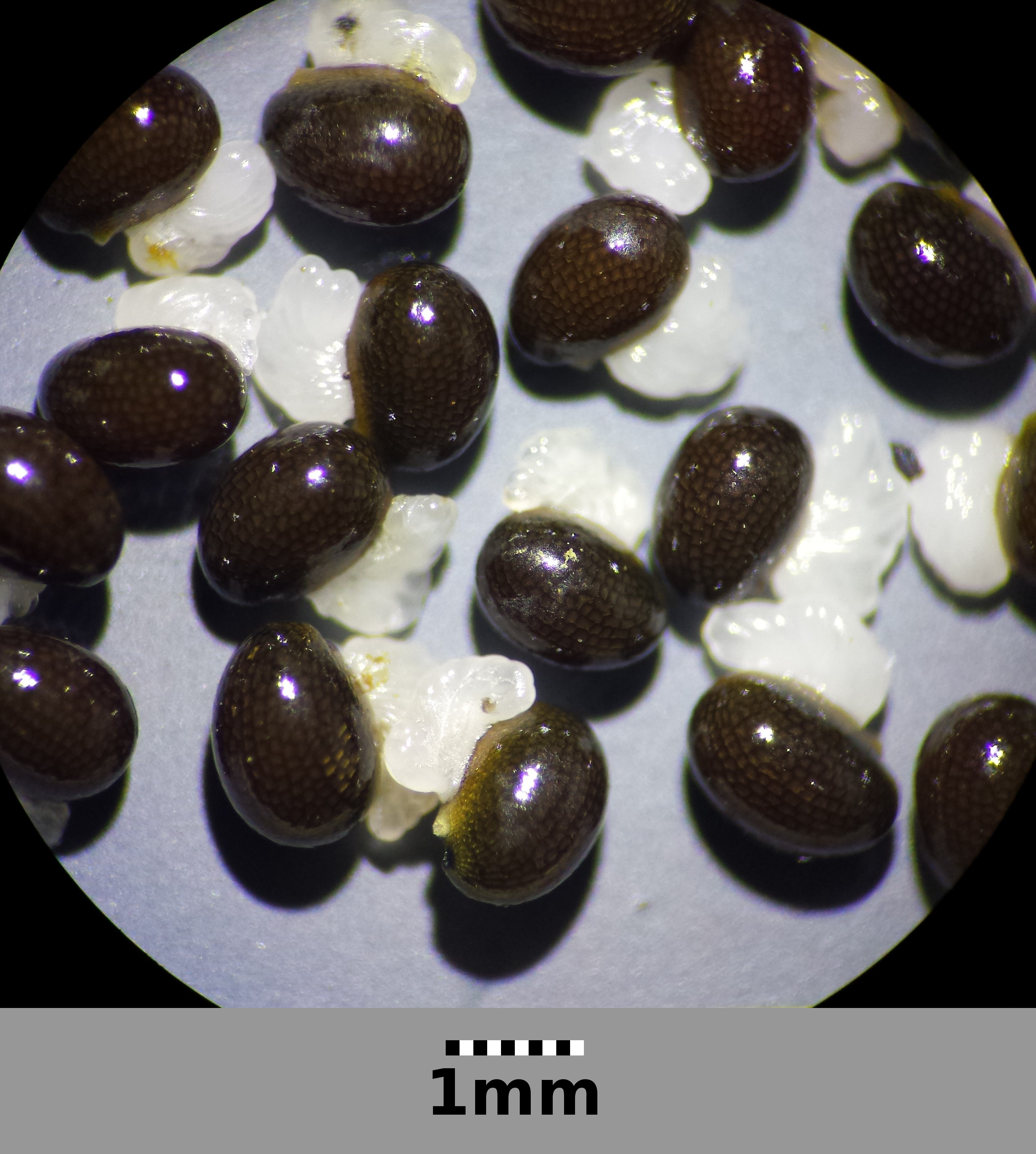
llavors